# Зашляхом
Зашля́хом —село в Україні, у Вишнівецькій селищній громаді Кременецького району Тернопільської області. До 2020 підпорядковане Раковецькій сільській раді. Розташоване в центрі району. 
Населення — 53 особи (2001).

## Історія
Утворене з хуторів Баландова, Княжина та Окопи.
12 червня 2020 року, відповідно до Розпорядження Кабінету Міністрів України від  № 724-р «Про визначення адміністративних центрів та затвердження територій територіальних громад Тернопільської області», село увійшло до складу Вишнівецької селищної громади.
19 липня 2020 року, в результаті адміністративно-територіальної реформи та ліквідації Збаразького району, село увійшло до складу новоутвореного Кременецького району.

## Населення

### Мова
Розподіл населення за рідною мовою за даними перепису 2001 року:
| Мова       | Кількість | Відсоток |
| ---------- | --------- | -------- |
| українська | 53        | 100%     |

## Галерея

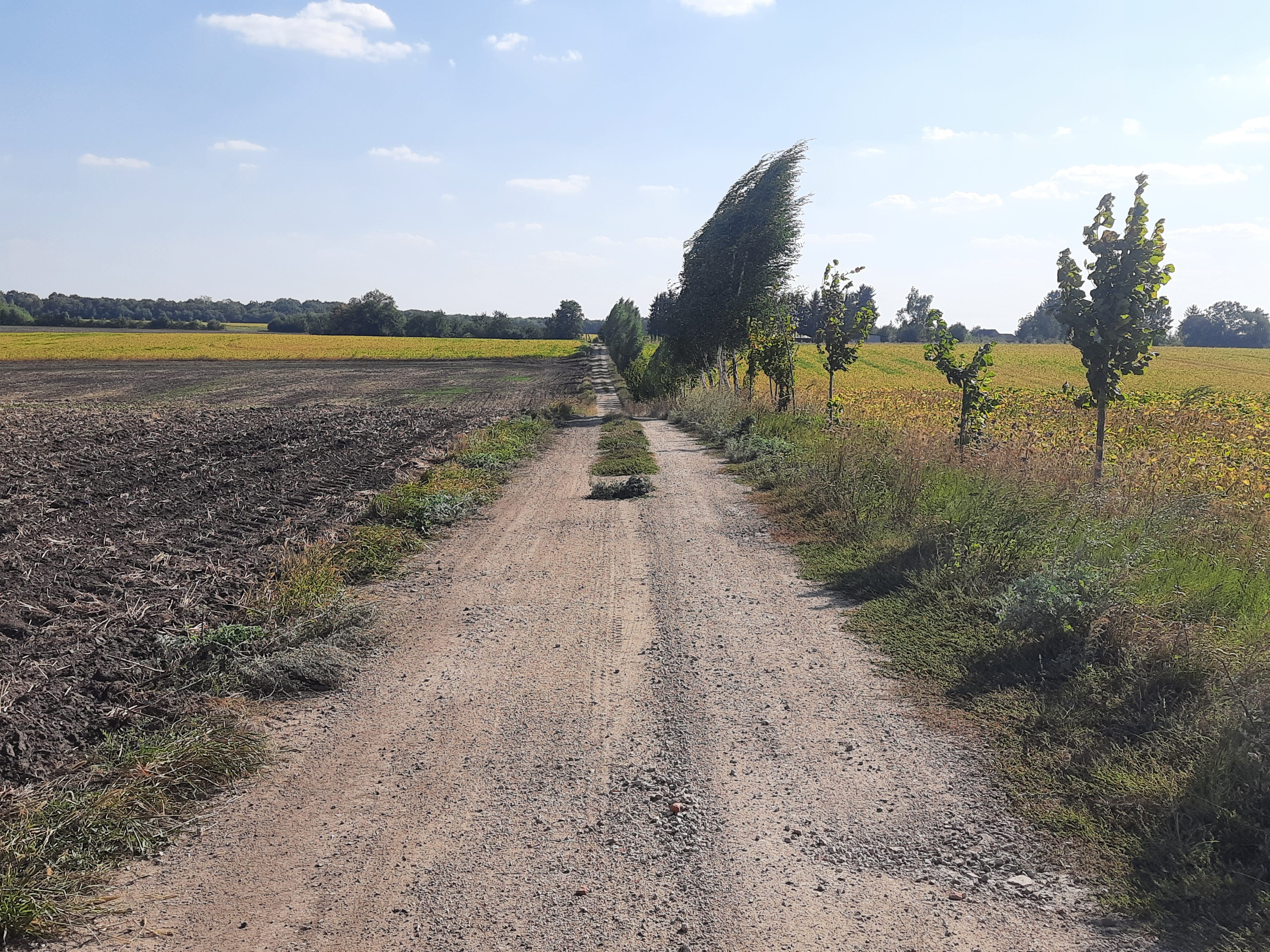
Дорога в село
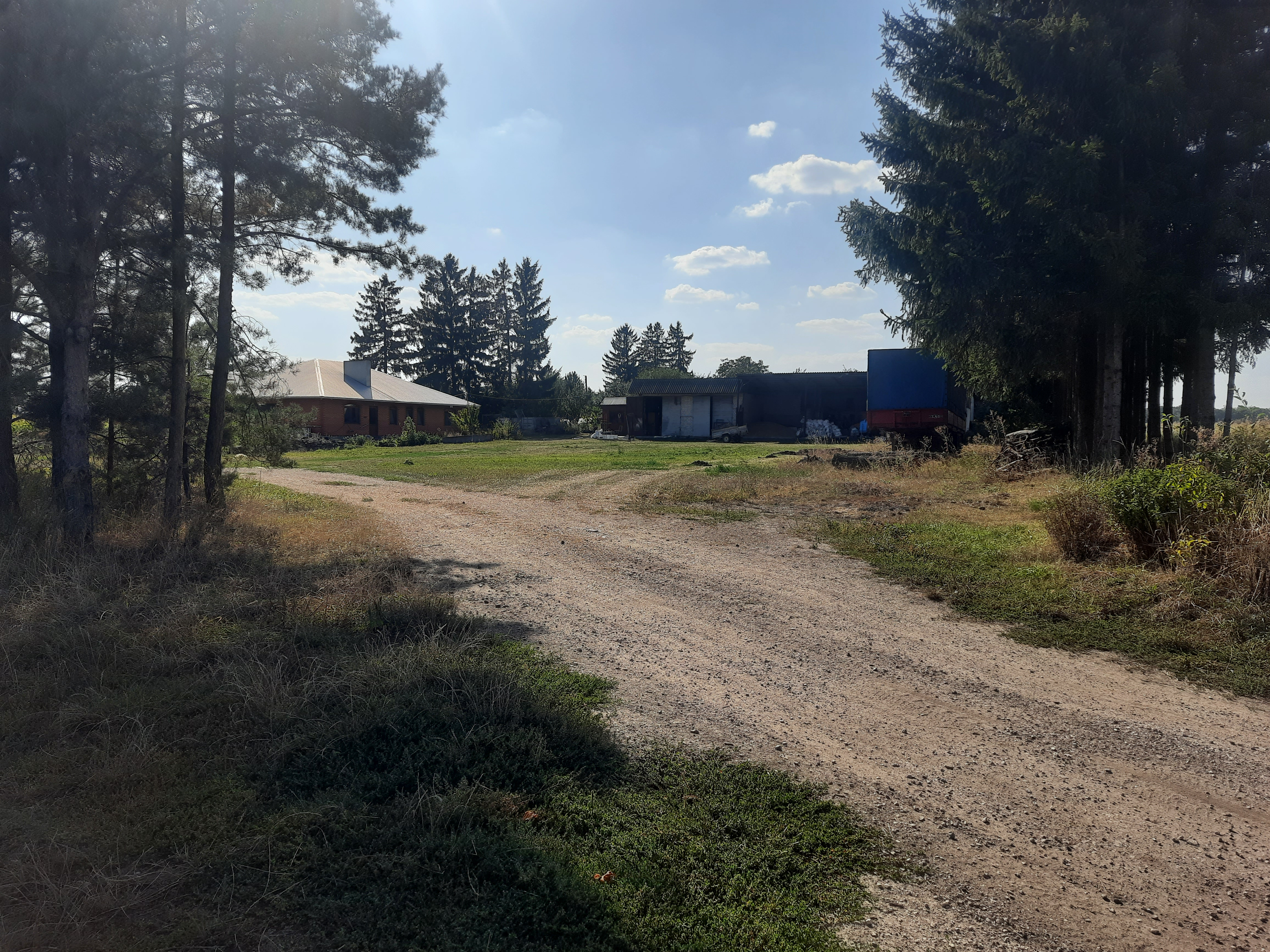
Сільська оселя
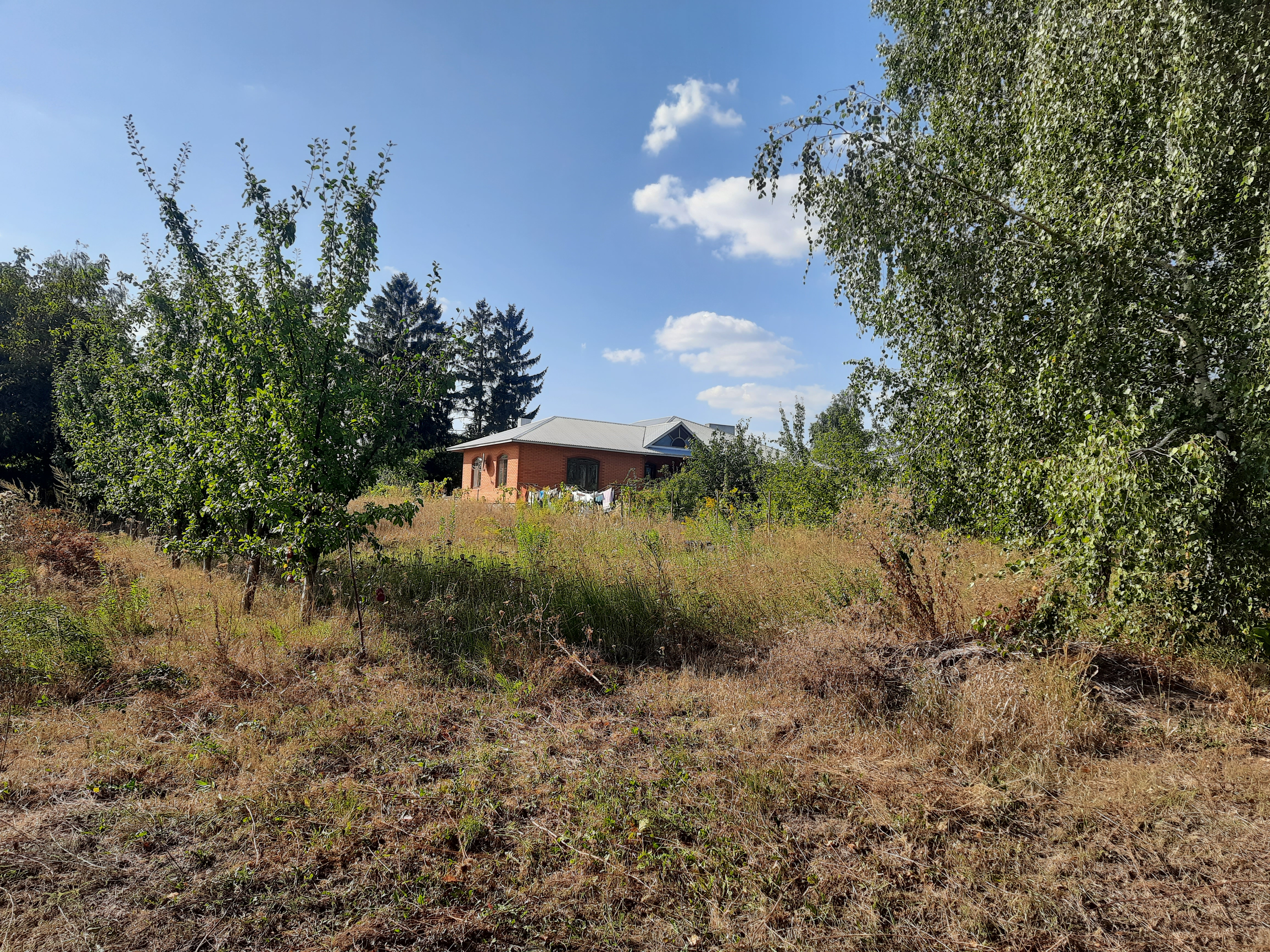
Сільський пейзаж
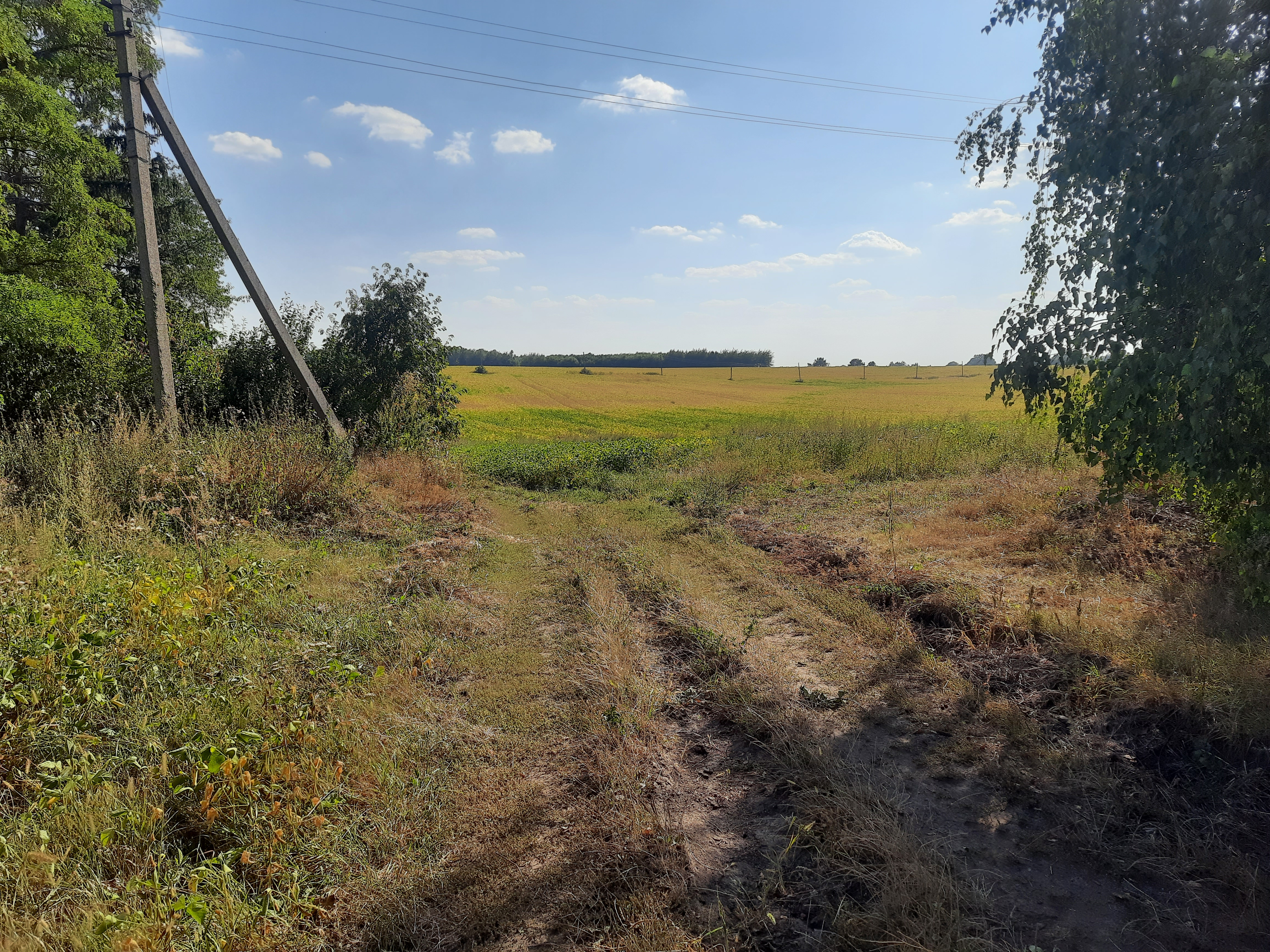
Краєвид біля села
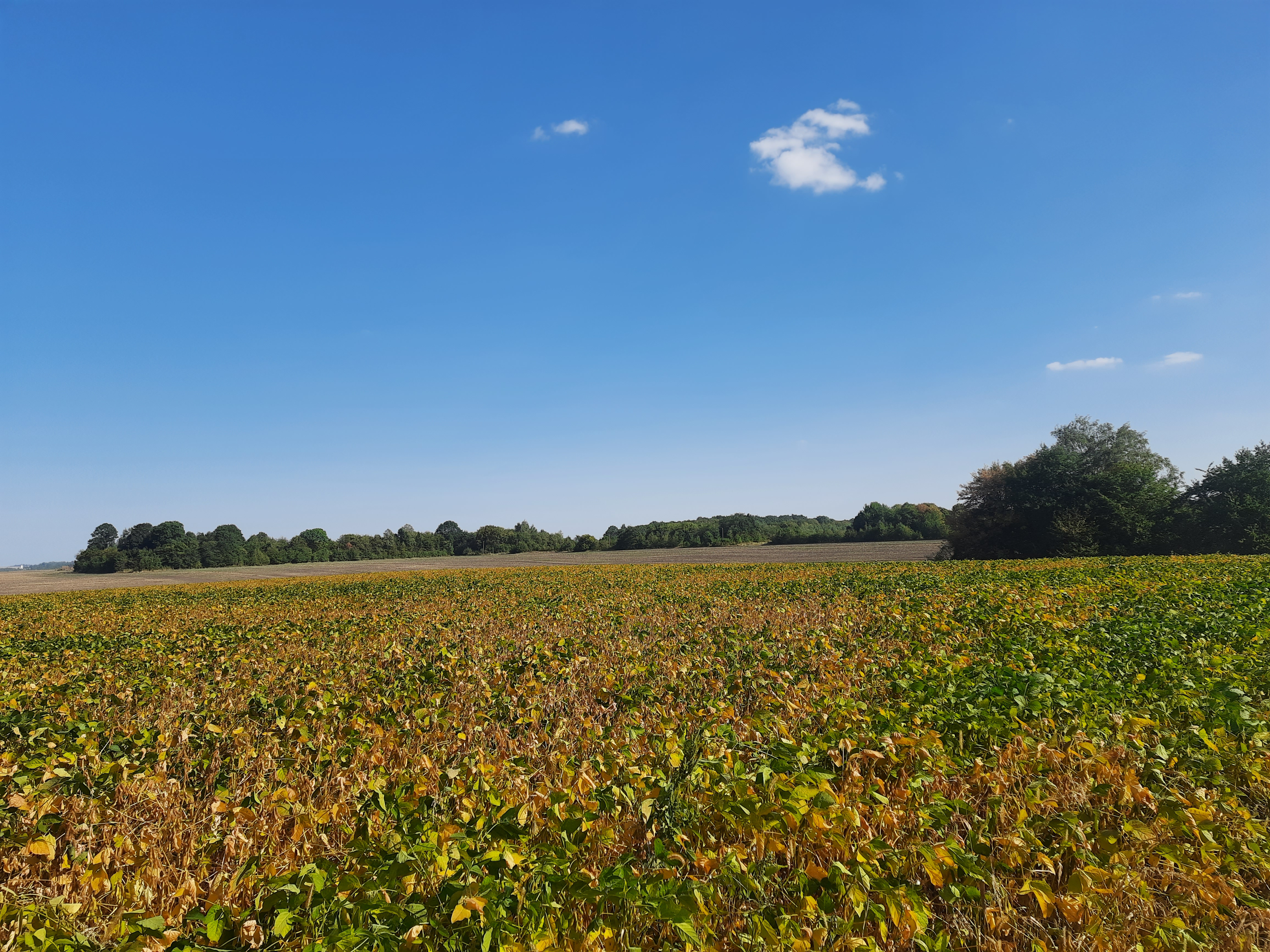
Краєвид біля села